# Dwór w Gogolewie
Dwór w Gogolewie – dwór znajdujący się we wsi Gogolewo, w województwie wielkopolskim, w powiecie śremskim.

## Historia

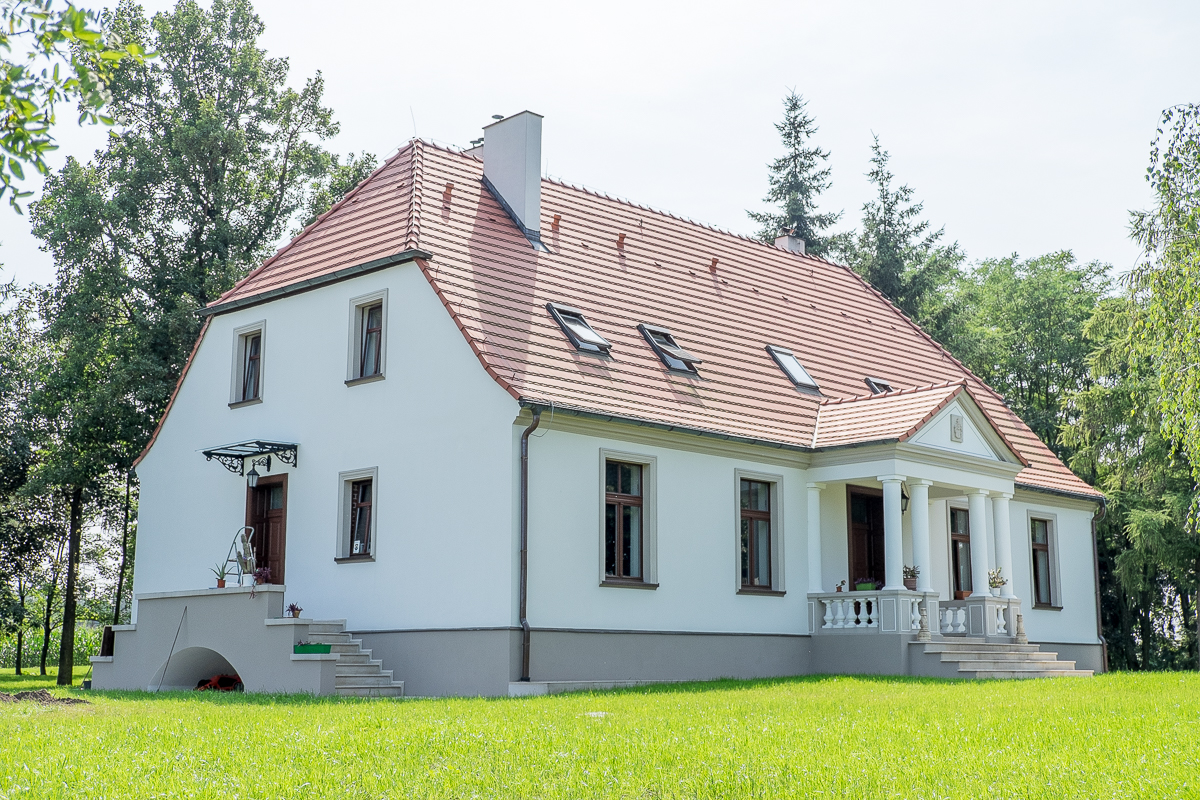
Widok ogólny

Dobra w końcu XIV wieku należały do Zenowiczów Gogolewskich, następnie do Awdańców i Niepartskich herbu Ostoja. Kolejni właściciele majątku to Górscy (początek XVI wieku), Iłowieccy, Rokosowscy i Bnińscy (XVII wiek) oraz Gostyńscy (początek XVIII wieku). Około 1750 dobra zakupił rotmistrz Sokolnicki, za co zapłacił 52 000 złotych. Sokolnicki słynął z nienawiści do Prusaków. W końcu XVIII wieku majątek należał do Garczyńskich, a potem nabył go berliński bankier, Jan Kluge. 
Obiekt został wzniesiony około 1820 dla Marcelego Czarneckiego oraz Florentyny z Chłapowskich. Dobra te zakupił niedługo wcześniej ojciec Marcelego, Antoni Czarnecki, krajczy koronny. Projektantem mógł być sam inwestor. Dwór przebudowywano w końcu XIX wieku oraz w roku 1924. Pozostawał w rękach Czarneckich do 1939. Jeden z nich, Wiktor Czarnecki (1850–1916), jako prawdopodobnie pierwszy w Wielkopolsce, użytkował na swoich polach nawozy sztuczne. W 1926 dobra liczyły 708 hektarów. Ostatnim właścicielem majątku był Stanisław Czarnecki.

## Architektura
Budowla ma cechy neoklasycystyczne oraz elementy neorenesansowe. Te drugie być może pochodzą z okresu którejś przebudowy. Do pierwotnej bryły dostawiono wówczas parterowe przybudówki po obu stronach. Wejście osłania ganek ujęty półkolumnami. Na osi ma trójkątny fronton.

## Otoczenie
Dwór otoczony jest parkiem.